# Oumar Timbo
Khalid Oumar Timbo (27 aprile 1978) è un ex calciatore mauritano, di ruolo centrocampista.

## Carriera
Ha sempre giocato nei campionati francesi.